# Bulakbaşı, Karakoyunlu
Bulakbaşı là một xã thuộc huyện Karakoyunlu, tỉnh Iğdır, Thổ Nhĩ Kỳ. Dân số thời điểm năm 2011 là 1.28 người.